# Rorippa cryptantha
Rorippa cryptantha là một loài thực vật có hoa trong họ Cải. Loài này được (A.Rich.) Robyns & Boutique miêu tả khoa học đầu tiên năm 1951.